# 모르핀
모르핀(영어: morphine)은 아편의 주요 성분으로 마약성 진통제의 일종이다. 중추 신경계(CNS)에 직접 작용하여 통각을 느끼게하는 신경전달물질의 분비를 억제하여 통증을 줄이는데 사용한다. 그밖에도 진정, 진해, 최면 효과가 있다. 급성 통증과 만성 통증 모두에 사용할 수 있다. 의존성과 내성이 있어 중독과 남용의 가능성이 높으므로 반드시 의료전문가의 지도하에 사용되어야 하며 마약으로 지정되어 있다.
1805년에 제르튀르너(Sertürner)가 아편에서 분리해냈는데, 이는 최초로 현대적 의미의 순수한 성분의 마약 발견이라 할 수 있다. 모르핀이라는 이름도 제르튀르너에 의해 명명되었다. 모르핀이 수면유도 효과가 있는점에 착안하여 잠을 자게 하는 능력이 있다고 알려진 그리스 신화의 꿈의 신 모르페우스(Morpheus)의 이름에서 따왔다고 한다. 제르튀르너는 공로를 인정받아 프랑스 과학상을 받았다. 이후 1827년에 머크 그룹이 제품화하였고, 1853-1855년에 주사기가 발명된 이후에 널리 사용되기 시작했다.
일반적인 부작용으로는 졸음, 구토 및 변비가 있고, 잠재적인 심각한 부작용으로는 호흡 수 감소와 저혈압이 있다. 아기에게 영향을 미치므로 임신 중이거나 모유 수유 중에 사용 시 주의가 필요하다. 입으로, 근육에 주사에 의해, 척수 주위의 공간으로 피부 아래, 정맥 내로, 또는 직장으로 주사한다. 효과는 정맥 내 투여시 약 20분, 구강 투여시 약 60분, 효과 지속 시간은 3시간에서 7시간 사이이다.
2013년에는 523톤이 생산되었다. 그중에 45톤이 진통제로 사용되었는데, 이는 이전 20년과 비교할 때 4배 가까이 늘어난 수치이다. 그러나 이런 목적으로 사용되는 것은 대부분 개발도상국에 한정되어 있고, 선진국에서는 하이드로모르핀, 옥시모르핀, 헤로인 등의 오피오이드를 합성하기 위한 반응물로 사용하였다. 2021년에는 미국에서 156번째로 많이 사용된 약물로, 3백만번 이상 처방되었다.

## 의학적 이용

### 진통
모르핀은 주로 급성 및 만성의 심한 통증을 완화 치료하는 데 사용되는데, 진통의 지속 기간은 약 3-7 시간이다. 모르핀은 또한 급성 폐부종의 치료에 사용되어왔다. 그러나 2006년 한 논문은 이러한 관행을 뒷받침하는 증거가 거의 없다는 것을 발견했다. 2016년에는 모르핀이 암 통증 완화에 효과적이라고 보고했다. 부작용으로 메스꺼움과 변비가 있으나 이것이 일반적으로는 치료를 중단시킬만큼 심각하지는 않다고 판단된다. 모르핀은 특히 심근경색증에 유용한 진통제로 사용되어 왔었으나, 2010년 이후 2010년 심폐소생술 지침에 의해서는 특별한 경우 외에는 효과가 없다고 하여 특별한 경우에만 진통제로 사용한다. 일반 진통제로 통증 조절이 잘 안되는 통증, 특히 암성 통증 등에 사용한다. 다만 담낭 질환이나 췌장 질환에는 오디 괄약근을 수축시켜 통증을 악화 시킬 우려가 있어 사용하지 않는다. 마약성 진통제이므로 습관성, 중독성이 있으므로 주의를 요한다.

### 호흡곤란
모르핀은 암 및 비암 원인으로 인한 호흡 곤란 증상을 줄이는 데 유용하다. 호흡 곤란이나 진보된 암 또는 말기 심장 동성 질환과 같은 상태에서의 최소한의 노력으로 규칙적이고 저용량의 서방형 모르핀은 시간이 지남에 따라 유익한 효과를 유지하며 호흡 곤란을 크게 감소시킨다.

### 오피오이드 사용 장애
모르핀은 또한 메타돈이나 부프레노프린을 견딜 수 없는 중독자를 위한 오스트리아, 불가리아, 슬로베니아에서의 아편 대체 요법 (OST)을 위한 서방형 제형으로 이용할 수 있다.

## 부작용

### 변비
로페라마이드 및 다른 아편 유사 성분과 마찬가지로 모르핀은 장의 근육 신경총에 작용하여 장의 운동성을 감소시켜 변비를 일으킨다. 모르핀의 위장 효과는 주로 장내 μ-opioid 수용체에 의해 매개된다. 그 매커니즘은 위에서의 장으로의 배출을 억제하고 장 내의 연동운동을 억제시킴으로써 모르핀은 장의 이동 속도를 감소시킨다. 모르핀으로 인한 창자 장액 분비의 감소와 장 벽으로의 장액 흡수 증가 역시 변비의 원인이된다. 또한 모르핀같은 오피오이드는 산화 질소 생성을 억제 한 후 강장제 경련을 통해 간접적으로 변비에 작용할 수 있는데 이 효과는 동물에서 산화 질소 전구체 인 L-arginine이 모르핀에 의한 장 운동성의 변화를 역전 시켰을 때 나타났다.

### 호르몬 불균형
임상 연구 결과에 따르면 다른 아편 유사 물질과 마찬가지로 모르핀이 만성 남용자에서 생식선 기능 저하 및 호르몬 불균형을 일으키는 것으로 일관되게 결론지었다. 이 부작용은 용량에 따라 크게 달라지며 치료와 마약용으로 사용하는 사람들 모두에서 발생한다. 모르핀은 황체 형성 호르몬(LH)의 수치를 억제함으로써 여성의 월경을 방해 할 수 있다. 많은 연구에서 모르핀같은 만성 오피오이드 사용자의 대다수 (아마도 90 % 정도)가 아편 양성 반응을 유발한 생식선 기능 저하증을 가지고 있다고 제안한다. 이 효과는 만성적인 모르핀 사용자에게서 관찰되는 골다공증 및 골절의 가능성을 증가시킬 수 있다. 연구에 따르면 그 효과는 일시적이라고한다. 2013년 기준으로, 내분비계에 저용량 또는 모르핀의 급성 사용의 효과는 불분명하다.

### 인간의 행동에 대한 영향
거의 대부분의 리뷰는 오피오이드가 감각, 운동 또는 주의력 테스트에서 인간의 수행 능력을 최소한으로 손상 시킨다는 결론을 내렸다. 그러나 최근의 연구들은 모르핀이 중추 신경계 진정제라는 사실을 고려할 때 모르핀에 의한 몇 가지 장애를 보여줄 수 있었다. 모르핀은 눈 깜박임의 빈도 (전반적인 CNS 각성의 척도)와 Maddox 날개 테스트(눈의 시각 축의 편차)에 대한 기능 장애를 초래했다. 운동 능력에 대한 모르핀의 영향을 조사한 연구는 거의 없다. 고농도의 모르핀은 손가락 태핑을 저해 할 수 있고 낮은 일정 수준의 등척 힘 (즉, 미세한 운동 조절이 손상됨)을 유지하는 능력을 저하시킬 수있다.
인지 능력면에서 모르핀은 전장과 역행성 기억에 부정적인 영향을 미칠 수 있다는 연구 결과가 있지만 이러한 효과는 최소화되고 일시적이다. 전반적으로, 비 관용적 대상에서의 아편 유사 제제의 급성 투여는 일부 감각 및 운동 능력, 그리고 아마도 주의력 및인지 능력에서 약간의 효과를 나타내는 것으로 보인다. 만성 오피오이드 사용자보다 모르핀의 효과가 오피오이드 - 순진 과목에서 더 두드러 질 것이다.
심한 만성 통증을 관리하기위한 만성 오피오이드 진통제 (COAT) 환자와 같은 만성 오피오이드 사용자의 행동 검사는 대부분의 경우인지,인지, 조정 및 행동에 정상적인 기능을 나타낸다.

## 중독증상
일반적인 부작용은 호흡억제 외에 오심·구토·변비 등의 소화관증상으로 나타난다. 대량 섭취에 의한 급성중독에는 혼수·축동·체온하강·호흡억제 등이 차례로 출현하며 호흡정지에 이르러 죽게 된다. 급성중독, 특히 호흡억제에는 길항제인 날로르핀이나 레발로르판 등을 투여한다. 소아·노인·쇠약자에게는 특히 호흡억제작용이 강하다. 또 태아에게도 이행하며 분만시 모체에 주사한 모르핀으로 신생아가 호흡억제를 일으키기도 하고 모유에 이행하므로 임신부나 수유부에게 투여하는 것은 금물이다. 모르핀 반복섭취에 의한 만성중독은 이른바 정신적 의존에 더하여 신체적 의존에 이른 상태이므로, 약의 섭취를 중단할 수 없다. 만약 중단하면 의존 정도에 따라 다르지만 하품을 하고 눈물·콧물을 흘리며 땀·열이 나고 산동·진전·식욕부진·불안·구토·설사·호흡수증가·혈압상승·체중감소 등 증상이 나타난다.

## 생리작용
적은 양으로 강한 진통작용이 있고 호홉억제작용을 하여 잠들게 한다. 위의 운동을 억제시키며 위산의 분비를 감소시킨다. 유문괄약근을 수축시키기 때문에 음식은 위내에 머물기 쉽고 또 장관 평활근의 긴장을 고조시키며 연동운동을 억제하고 수분의 흡수를 증가시키기 때문에 강한 지사작용을 한다. 이 작용에는 괄약근의 수축과 배변반사의 억제도 포함된다.

## 역사
모르핀은 1805년 독일의 약사 F. W. A. 제르튀르너(Friedrich Serturner)가 처음으로 분리했고, 1952년 M. 게이츠 등이 화학적으로 합성했다. 알칼로이드로 분자량 285.3, 녹는점 254 °C. 냄새는 없으나 맛이 쓴 무색결정이고, 약물로는 염산염 또는 황산염이 사용된다.마취제로 진통·진해·진정·최면에 효력이 있고 통증에 수반되는 불안을 제거하며 불쾌한 감각을 없애주고 쾌감을 느끼게 하여 도취시키는 작용을 한다. 이와 같은 성질은 습관성을 유발시키는 원인이 되며, 차츰 용량을 늘리지 않으면 처음과 같은 효과를 얻을 수 없는 상태, 즉 내성이 커지는 동시에 모르핀 의존이나 모르핀 중독을 일으키므로 마약으로 지정되어 있다.

## 같이 보기
- 헤로인
- 데소모르핀